# Aiguille de Tré-la-Tête
L'Aiguille de Tré-la-Tête és una muntanya a la Vall d'Aosta que forma part de la zona sud del massís del Mont Blanc. El seu punt més alt, el cim central sud-est, fa 3.930 metres i es troba a l'estat italià, mentre que el cim nord-oest és a cavall de la frontera amb l'estat francès. Forma una cadena junt amb les Dômes de Miage.
La muntanya consta de quatre pics:
- l'agulla Nord o Tête Blanche (3.892 m)
- l'agulla central Nord-Oest (3.846 m)
- l'agulla central Sud-Est (punt més alt, 3.930 m)
- l'agulla oriental (3.895 m)

El versant occidental de la muntanya és part del parc natural de Les Contamines-Montjoie.

## Història
El setembre de 2007, el cos d'un alpinista jove, mort el 1954, fou descobert a la glacera de la muntanya. Fou trobat per un excursionista a uns 2.500 metres, a sota d'un camí de muntanya. La investigació subsegüent va constatar que es tractava d'un home de 24 anys que havia desaparegut el 4 d'agost de 1954 amb el seu germà de 21 anys i germana de 16 anys, tots ells morts de tornada de l'ascensió de l'Aiguille de la Lex Blanche (3.697 m).